# Cynoglossus roulei
Cynoglossus roulei es una especie de pez de la familia Cynoglossidae en el orden de los Pleuronectiformes.

## Distribución geográfica
Se encuentran en las costas de la China.